# Clara Brink Shoemaker
Clara Brink Shoemaker (20 de junio de 1921, Rolde-30 de septiembre de 2009) fue una cristalógrafa estadounidense de origen holandés y profesora e investigadora en Universidad Estatal de Oregón.  Como investigadora postdoctoral, trabajó en la determinación de la estructura de la vitamina B12 en el grupo de Dorothy Hodgkin. Junto con su esposo, David Shoemaker, contribuyó a la investigación sobre fases de metales de transición y compuestos intermetálicos. Fueron los primeros investigadores en darse cuenta de que los intersticios en los cristales metálicos empaquetados tetraédricamente son exclusivamente tetraédricos y solo tienen cuatro tipos de poliedros de coordinación.

## Biografía
En 1941, Shoemaker completó su licenciatura en la Universidad de Leiden, que cerró sus puertas poco después debido a la ocupación nazi. Luego comenzó sus estudios de posgrado en la Universidad de Utrecht, donde estudió con Anton Eduard van Arkel. Al final de la Segunda Guerra Mundial, completó su examen de doctorado.  Posteriormente, Shoemaker trabajó como investigadora asistente en la Universidad de Utrecht y aprendió las técnicas de cristalografía de rayos X con Carolina Henriette Mac Gillavry.  En 1950, Shoemaker recibió su doctorado de la Universidad de Utrecht y fue contratada por Anton Eduard van Arkel como cristalógrafa  en la Universidad de Leiden.  Durante este tiempo, su investigación se centró en las estructuras cristalinas de iones monovalentes. Hacia finales de 1950, se trasladó a Oxford donde estudió  la estructura cristalina de la vitamina B12 en el laboratorio de Dorothy Hodgkin durante un año y publicó tres artículos sobre este trabajo en coautoría con Hodgkin. La estancia fue financiada por una beca de la Federación Internacional de Mujeres Universitarias.
En 1953, Shoemaker se tomó un permiso de un año, que pasó en  el Instituto de Tecnología de Massachusetts trabajando con David Shoemaker en la estructura de los metales de transición. David Shoemaker renovó su contrato de por otro año en 1954. En 1955, Clara Brink Shoemaker y David Shoemaker se casaron.  Después de la boda, Clara Shoemaker se trasladó al laboratorio de Barbara Low en la Escuela de Medicina de Harvard.  En 1956, nació su hijo Robert. Mientras cuidaba a su hijo, Shoemaker trabajó en su casa en las Tablas Internacionales de Cristalografía . En 1959, Shoemaker adquirió la nacionalidad estadounidense.y se mudó con su marido  a Universidad Estatal de Oregón en 1970, donde David Shoemaker obtuvo un contrato como presidente y profesor de química.  Debido a las normas anti nepotismo de la universidad, Clara Shoemaker trabajó como investigadora asociada con Kenneth Hedberg.  En 1982, Clara Shoemaker fue ascendida a profesora investigadora principal. En 1984, Clara y David Shoemaker se jubilaron, pero continuaron con su labor científica.

## Investigación
Junto con su esposo, Shoemaker contribuyó a la investigación sobre fases de metales de transición y compuestos intermetálicos. Fueron los primeros en percatarse de que los intersticios en los cristales metálicos empaquetados tetraédricamente son exclusivamente tetraédricos y solo tienen cuatro tipos de poliedros de coordinación.